# Встречи (альманах)
Встречи — ежегодный литературный альманах, посвященный исключительно новой поэзии; печатает также отдельные репродукции произведений современной русской живописи. Выходил с 1983 по 2007 в Филадельфии. Главный редактор альманаха с момента его основания Валентина Синкевич.
У «Встреч» был предшественник, поэтический альманах «Перекрёстки», 6 выпусков которого вышли в Филадельфии в 1977—1982. В его редколлегию также входила В. Синкевич.
Альманах публикует русских поэтов разных поколений и разных волн эмиграции, а кроме того стихи, переведённые с других языков. Постоянные авторы — Л. Алексеева, О. Анстей, И. Бабин, И. Буркин, Л. Владимирова, И. Елагин, О. Ильинский, Б. Кенжеев, Н. Коржавин, Л. Лосев, Н. Моршен, Б. Нарциссов, В. Перелешин, Е. Таубер, Б. Филиппов, И. Чиннов, М. Мазель, Ю. Розвадовский, В. Фет.